# Rolleswasserturm

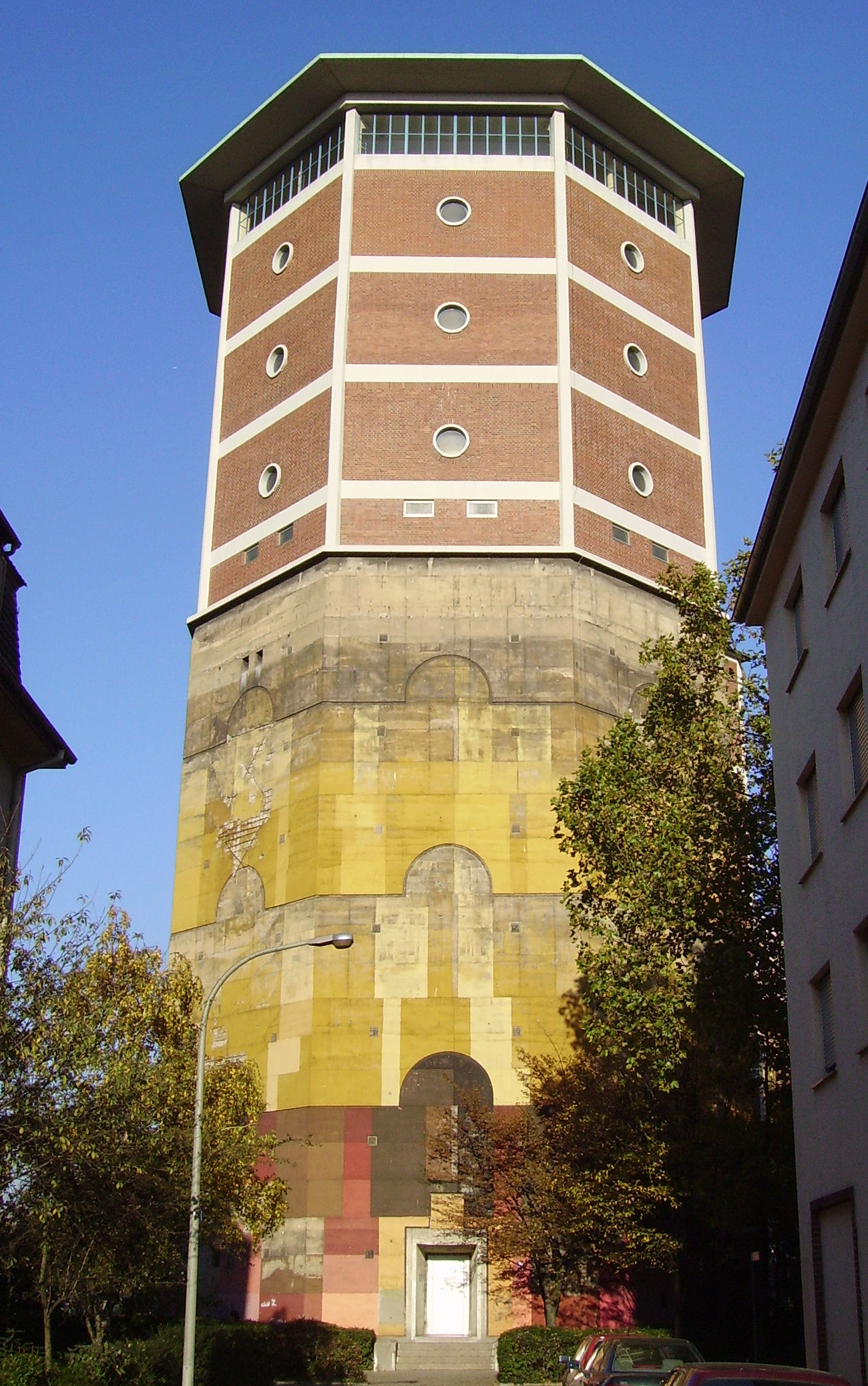
Blick auf den Wasserturm aus der Lenaustraße

Der Rolleswasserturm (derzeitige Eigenschreibweise: KulTurm) wurde 1942 als Bunker Nr. 23 an der Rollesstraße im Ludwigshafener Stadtteil Hemshof erbaut.

## Nutzung
Während des Luftkrieges bot der Luftschutzbunker bis zu 1600 Menschen Schutz, die in 7,5 m² großen Zimmern mit Stockbetten untergebracht waren. Als der Platzbedarf allmählich zunahm, wurden auch die Gänge und das Treppenhaus zur Unterbringung genutzt.
In der Nachkriegszeit diente der Bunker bis etwa 1970 als „Turmhotel Bürgerbräu“. 1953 wurde der Bunker durch die Technischen Werke Ludwigshafen aufgestockt. Er erhielt einen Trinkwasserbehälter mit einem Fassungsvermögen von rund 2 Millionen Litern. Im Jahr 1975 wurde der Turm durch Friedrich-Ernst von Garnier künstlerisch gestaltet. Nachdem 2001 das Gebäude von einem Privatinvestor erworben worden war, wurde es in oktagon-kulTurm umbenannt. Im folgenden Jahr begann der Umbau zu einem Kulturzentrum. Seit 2008 wird der Turm als Kulturzentrum kulTurm genutzt. Besonderheiten sind unter anderem die oktogonale Grundform sowie das doppelt gewendelte Treppenhaus. Der Wasserbehälter wurde 2009 stillgelegt.
Im Gebäude befinden sich ein Café, eine Bühne, Tonstudios und Proberäume. In den Räumen und im Garten finden Konzerte, Ausstellungen und Installationen statt. Der Turm wird auch für Aktivitäten am Tag des offenen Denkmals, beim Kultursommer und bei der Langen Nacht der Museen genutzt, bei denen auch die über dem Wasserbehälter liegende Aussichtsplattform zugänglich ist.

## Technische Daten
Der Bunker verfügt über eine Wandstärke von 2 m. Acht Stockwerke verteilen sich auf einer Höhe von 25 m. Der Wasserturmaufbau hat eine Höhe von 28 m, womit das Gesamtbauwerk eine Höhe von 53 m erreicht. Der Tankinhalt des Wasserturms beträgt 2.300.000 l.